# Podstrana
Podstrana falu és község Horvátországban Split-Dalmácia megyében.

## Fekvése
Split központjától légvonalban 9, közúton 11 km-re keletre, a Žrnovnica torkolatvidékétől délkeleti irányban a tengerpart mentén mintegy hat kilométer hosszan egészen a Perun-hegy alatti Mutograsig húzódva fekszik. Településrészei: Gornja Podstrana, Grbavac, Grljevac, Miljevac, Mutogras, Strožanac és Sveti Martin. Éghajlata mediterrán forró nyarakkal és enyhe, de csapadékos telekkel.

## Története
Podstrana területének első ismert lakói az illírek voltak. Erről az itt található halomsírok és a Primorska kosa egyik csúcsán a Glavicán található várrom tanúskodik. A görög telepesek is itt hagyták nyomaikat, melyet az isszai (Vis) görög kolónia műhelyében készített váza és a Mutogras nyugati részén talált görög sír bizonyít. E terület legjelentősebb római települése Pituntium volt, mely a mai Szent Márton-templom környékén feküdt. Podstranán vezetett át a Salonáról Naronára vezető tengerparti római út. A 7. században Podstrana területén horvátok telepedtek le, akik a 9. századra felvették a keresztény hitet, ezt a 9. század első felében épített Szent Márton-templom igazolja, amely mellett ott állt Mislav fejedelem udvarháza, ahol 839-ben a velencei dózséval béketárgyalások zajlottak. A templom közelében a római Pituntium helyén fejlődött ki a horvát település, melyet a 11. században Bilajként említenek. Rajta kívül még több középkori település is állt itt. Ilyen volt Gornja Vas és Perun, melyeket valószínűleg még a kereszténység felvétele előtt alapítottak és a Perun-hegy alatti Gostan, melyet 1208-ban említenek először. Az ősi települések között azonban a Vršina déli lejtőin fekvő Podstrana volt a legnagyobb, mely a 10. században már bizonyosan lakott volt. A 9. században a mai Podstrana területén már három templom állt, a Szent Márton-templomon kívül a Vršinán épített Szent György-templom és a siti Szűz Mária-templom. Egykor valamennyi önálló plébánia központja volt, de a korabeli forrásokból ismert, hogy a Szent Márton- és a Szent György-plébániát a 15. században, még 1448 előtt egyesítették. A Szent Márton-plébániát még a 11. században, a Szűz Mária-plébániát pedig 1444 után, de még a két másik plébánia egyesítése előtt alapították.
Podstrana a 13. századtól a Poljicai Köztársaság 12 kantonjának egyikét képezte. 1807. június 5-én Stobreč határában zajlott az a csata, melyben a Marmont tábornok vezette francia csapatok véget vetettek Poljicai Köztársaságnak. 1809-ben az Illír tartományok része lett, de Napóleon lipcsei veresége után 1813-ban újra az osztrákoké lett. A településnek 1857-ben 271, 1910-ben 693 lakosa volt. A 20. század közepéig a lakosság többsége Gornja Podstranát lakta, míg Strožanacban például csak hat, Sveti Martinban pedig csak öt család élt. 1912-ben Strožanacon nyolc család, Sveti Martinon tizenöt, Grljevacon pedig tizenkettő élt. 1918-ban az új szerb–horvát–szlovén állam, majd később a Jugoszláv Királyság része lett. A második világháború idején a települést felgyújtották az olasz csapatok. A háború után a szocialista Jugoszláviához került. Lakói régen hagyományosan szőlő- és olajbogyó-termesztéssel foglalkoztak. A turizmus fejlődésével megindult a lakosság áttelepülése a tengerparti területekre olyannyira, hogy a korábban sűrűn lakott, a Vršina-hegy alatt fekvő Gornja Podstrana rövid időn belül teljesen kiürült. A part melletti új település gyorsan növekedett, mivel a helyieken kívül más falvakból is sokan települtek át ide. 1991 óta a független Horvátországhoz tartozik. 2011-ben a településnek 1106 lakosa volt, akik főként a turizmusból éltek.

## Lakosság
| Lakosság változása | Lakosság változása | Lakosság változása | Lakosság változása | Lakosság változása | Lakosság változása | Lakosság változása | Lakosság változása | Lakosság változása | Lakosság változása | Lakosság változása | Lakosság változása | Lakosság változása | Lakosság változása | Lakosság változása | Lakosság változása |
| ------------------ | ------------------ | ------------------ | ------------------ | ------------------ | ------------------ | ------------------ | ------------------ | ------------------ | ------------------ | ------------------ | ------------------ | ------------------ | ------------------ | ------------------ | ------------------ |
| 1857               | 1869               | 1880               | 1890               | 1900               | 1910               | 1921               | 1931               | 1948               | 1953               | 1961               | 1971               | 1981               | 1991               | 2001               | 2011               |
| 562                | 634                | 689                | 814                | 990                | 973                | 926                | 1.175              | 912                | 958                | 933                | 1.747              | 2.798              | 5.240              | 7.341              | 9.129              |

## Nevezetességei
- A Gyógyító boldogasszony tiszteletére szentelt új plébániatemploma a Šćadin nevű részen, a tengerparton található. A templomot Eugenije Hamzić tervei szerint 1967-ben kezdték építeni és 1991-ben fejezték be. Felszentelését 1991. október 13-án Ante Jurić érsek végezte. A templom modern betonépület, melyet kőlapokkal borítottak. Az egész épületkomplexum területe a templommal, a plébániával és hittanteremmel együtt négyszáz négyzetmétert tesz ki. Az órás harangtornyot 1993-ban építették a templom elé. A torony szintén kőlapokkal burkolt, 21 méter magas és három harang található benne. A templomon belül csak egy szembemiséző oltár és egy nagyméretű galéria található, amely kórusként szolgál.
- A Szeplőtelen fogantatás tiszteletére szentelt régi plébániatemploma a régi település központjában áll. A templomot 1777-ben építették, amikor a település régebbi templomát lebontották. (Elődjét 1625-ben említik először, de valószínűleg még a török idők előtt épült.) Mai formáját 1896-ban nyerte el, amikor a kicsinek bizonyult épületet jelentősen bővítették. Öt oltára van, melyek kőből és márványból készültek. A mellékoltárok Szent György, a Szentlélek, a Rózsafüzér királynője és a Szeplőtelen fogantatás tiszteletére vannak szentelve. Homlokzatán a bejárat felett nyolcágú rozetta látható legfelül a pengefalú harangtoronnyal, benne három haranggal.
- A Szent Márton-templom[4] mai formájában 1882-ben épült, miután a elődjét lebontották. A korábbi templom valamivel keletebbre állt a maitól és 839-ben Mislav fejedelem idejében említik először, tehát nem sokkal korábban épült. Később a 11. és 15. század között több dokumentumban is szerepel. 1495-ben Podstrana plébániatemplomaként említik. A mai templom egyhajós épület félköríves ablakokkal. Homlokzata felett kis harangdúc áll egy haranggal. Szent Márton lovas szobra 1899-ben került a templomba, a Gyógyító boldogasszony szobrát (1934) később annak felépülte után átvitték az új plébániatemplomba. A templom nyugati oldalán helyezték el Petar Car és Mate Luket korábbi plébánosok bronz mellszobrait. A környéken ókori síremlékek töredékei találhatók. A közeli teraszfalba egykori villa rustica oszlopait és olajprésmalom kőtömbjeit építették be. A temetőben másodlagosan felhasznált római sírsztélék találhatók.
- A falu feletti Vršinán álló Szent György-templom[5] a 9. vagy a 10. században épült a közeli illír halomsír köveiből. Kőlapokkal burkolták, harangtornya az idők folyamán leomlott. A belső világítást a déli oldalon levő két kis szűk ablakocska biztosítja. Első említése 1106-ban történt.
- A Páduai Szent Antal-templom[6] amint azt a déli kapu fölé is bevésték 1666-ban épült. Alaprajza szabálytalan négyszög. A mai templomnak két hajója van, de a második hajót valószínűleg csak később, 1748-ban építették hozzá. Néhány szerző a templomot eredetileg is kettős templomnak tartja, melynek egyik része Szent Rókus, a másik része pedig Szent Antal tiszteletére volt szentelve. Ennek megfelelően északi oltára Szent Antal, déli oltára pedig Szent Rókus tiszteletére van szentelve. 1767-ben Garagni érsek vizitációja során már a maihoz hasonlóan Szent Antal-templomnak nevezi. A homlokzat feletti pengefalú harangtorony három harang számára épült, ma azonban üres, mivel 1886-ban a templom déli oldala mellé új harangtornyot építettek.
- A Szent Fábián- és Sebestyén-templom 1927 és 1939 között épült faragott kövekből a régi templom helyén, melyet az 1732-es nagy pestisjárvány után fogadalomból építettek. A falazott oltár mögötti fülkében áll Szent Sebestyén szobra, melyet régi templomból mentettek át. Homlokzatán kereszt alakú nyílás látható, legfelül kis harangtoronnyal, melyben egy harang van. Apszisa nincs, a fényt az oldalt elhelyezett két köríves ablak biztosítja.
- Strožanac régi Nagyboldogasszony plébániatemploma 1954 és 1956 között épült a középkori templom helyén. A középkori templomot az ókeresztény templom helyén építették, mely még a 7. század első felében a barbár avarok és szlávok támadása során pusztult el. Ennek romjaira a már megtért horvátok építettek új templomot, mely még a török időket is átvészelte, de 1944 márciusában a német megszállók lerombolták.
- Strožanac új Siti boldogasszony plébániatemplomát[7] közvetlenül a régi plébániatemplom mellé építették. Tervezője Slaven Rožić volt. Alapkövét 1996. december 7-én helyezték el, felszentelése 2007. május 17-én történt. Az építés előtt 1990 és 1993 között a helyén régészeti feltárást végeztek, melyek során a római korból származó töredékek kerültek elő, melyeket az új templom építésekor a falakba építettek. A templom alapterülete 350 m², a pasztorális központtal együtt 900 m².
- A Perun-hegyen álló Szent György-templomot a 10. század előtt építették az akkori Perun és Gostan falvak lakói. A durván faragott kövekből épített templomnak sekély félköríves apszisa van, ebben áll a négyszögletes falazott oszlopon álló menza. Az épület hosszúsága 6, szélessége 4 méter. Első írásos említése 1397-ben történt. Harangtornya sohasem volt, tetőzete kőlapokkal fedett. Mivel pontosan a hegytetőn áll gyakran sérült meg a rossz időjárás és a villámok miatt. A II. világháborúban gránáttalálat érte. Ennek ellenére mindig helyreállították.
- Pituntium ókori falainak kőtömbjei a Szent Márton temető kőfalába vannak beépítve, a temetőben római mozaik töredéke és olajprés maradványa is előkerült.
- Pišćenica nevű településrészén illír halomsírok találhatók. A Podstrana feletti Glavica nevű magaslaton illír erődítmény maradványai láthatók.
- Polače nevű településrészén késő római villaépület maradványai találhatók.
- Sveti Martin nevű településrészén római ciszterna kőépítménye található. Ugyanitt római istenség torzóját és Marcus Atius római veterán, valamint Atius Iucundus és lánya Octavia Valentina 2. századi sírkövét is megtalálták.
- A Szent Antal-templomnál Silvanus római istent és nimfákat ábrázoló dombormű került elő.
- A Cindro-ház falában római sírkő található befalazva.[8]
- Ausonius Dalmácia tartomány egykori kormányzójának felirata az 5. – 6. századból.
- A település nevezetes épülete a Ružić-palota.
- A Perun-hegy lábánál, a 6142-es út két oldalán, a Žrnovnica folyó bal partján, a Žminjača nevű területen található a „Zmijin kamen” (kígyókő) nevű kulturális és történelmi emlékhely. A Kígyókő egy nagy, természetes szikla, amely a Perun-hegyhez tartozik. Történelmi forrásokban egy 1178-ból származó dokumentumban említik először, mint a Žunovnica folyónál, a Perun alatt található követ (kígyó vagy sárkánykő). A szláv mitológiában ez a név azt a helyet jelöli, ahol a kígyók élnek, mivel Perun, aki a mennydörgés istene az, akinek ellenfele, a kígyó vagy a sárkány is mindig jelen van. Hagyományaik szerint a pogány szlávok úgy képzelték, hogy Perun összetörte a követ, amelyen a kígyó egy fekete gyapjún feküdt, és megölte. A kígyókő az autentikus protoszláv mitikus elbeszélések egyik eleme, amely Žrnovnica idősebb lakóinak emlékezetében ma is él.[9]

## Gazdaság
A helyi gazdaság alapját hagyományosan a mezőgazdaság képezte, főként a zöldség és a baracktermeléséről volt nevezetes. Ma a lakosság fő bevételi forrása a turizmus.

## Oktatás
A község egyetlen alapiskolája az OŠ Strožanac, melynek mintegy 1000 tanulója van.

## Kultúra
- A fiatalok kultúrkörét, melynek neve "Dobro jutro more" (Jó reggelt tenger!) 1997-ben alapították. Irodalmi és képzőművészeti tagozata működik.
- A ča nyelvjárású költemények estje a „Ča pod Perunom”, melyet a Matica hrvatska keretében 2009 óta évenként rendeznek meg.

## Sport
A községnek labdarúgóklubja és kosárlabdaklubja működik.